# Caenis anceps
Caenis anceps är en dagsländeart som beskrevs av Jay R. Traver 1935. Caenis anceps ingår i släktet Caenis och familjen slamdagsländor. Inga underarter finns listade i Catalogue of Life.